# Baby l'indiavolata
Baby l'indiavolata ovvero My little baby ovvero L'educanda monella, è un film muto italiano del 1916 diretto da Giuseppe De Liguoro.